# Guzan
Guzan (kinesiska: 姑咱镇, 姑咱) är en köping i Kina. Den ligger i provinsen Sichuan, i den sydvästra delen av landet, omkring 190 kilometer väster om provinshuvudstaden Chengdu. Antalet invånare är 18 649. Befolkningen består av 10 334 kvinnor och 8 315 män. Barn under 15 år utgör 10,0 %, vuxna 15-64 år 86 %, och äldre över 65 år 3,0 %.
Genomsnittlig årsnederbörd är 1 190 millimeter. Den regnigaste månaden är juni, med i genomsnitt 234 mm nederbörd, och den torraste är januari, med 10 mm nederbörd.